# 幼虎遊龍
《幼虎遊龍》（英文：My Secret Identity）是部由加拿大於1988年至1991年拍攝的電視影集，台灣電視公司於1989年（民國78年）播出。

## 故事
柯幼虎是一名14歲的中學生，資質平常，功課不怎麼風光，老叫在不及格及格間晃蕩，體育也不出愛色，家裏的人又忙看生計，根本不大注意他。他也沒有什麼益友在旁引導他。平日裏最愛看超人漫畫，常想有一天他會像超人一樣，力大無窮，法術無邊，把人間一切不義不平一個拳頭打垮。有一天無意間闖入的實驗室，意外被一道博士所發明的被「烏拉光」射中。從此以後，他身體發生了變化……

## 主要人物
- 柯幼虎（Andrew Clements）

原為平日喜愛幻想的平凡少年，在被「烏拉光」擊中後而獲得了烏拉神力。
- 錢博康博士（Dr. Benjamin Marion Jeffcoate）

「烏拉光」的發明者，也是唯一知道幼虎秘密的人；幼虎常叫他"錢不夠博士"，經常告誡幼虎不可濫用使用超能力，絕對要以誠實之心對待它。
- 阿德（Kirk Stevens）

幼虎的好友。
- 柯媽媽（Erin Clements）

幼虎的母親。
- 柯艾鳳（Stephanie Clements）

幼虎的妹妹。
- 夏倫芭太太（Ruth Schellenbach）

錢博士的房東，同時也是死對頭。